# Йенсен, Оулавур
О́улавур Йе́нсен (фар. Ólavur Jensen; род. 26 июня 1959 года в Тофтире, Фарерские острова) — бывший фарерский футболист, нападающий, выступавший за клуб «Б68».

## Биография
Оулавур является воспитанником «Б68» из его родной деревни Тофтир. Он дебютировал за эту команду в 1975 году. Нападающий выступал за «Б68» до 1980 года и стал победителем первого дивизиона в составе команды. Его вклад в этот успех был незначителен, поскольку в 1979—1980 годах он был запасным игроком и выходил на замену лишь несколько раз. В конце сезона-1980 Оулавур завершил карьеру игрока. Он возобновил её в 1983 году, когда «Б68» столкнулся с острой нехваткой игроков. Нападающий дебютировал в чемпионате Фарерских островов 8 мая 1983 года в матче против клуба «ТБ». В том сезоне он более не выходил на поле, а после его окончания оставил футбол навсегда.
Младший брат Оулавура Йоухан тоже был футболистом, они вместе выступали за «Б68». Внуки Александур и Боарур в настоящее время также играют в футбол в составе тофтирского коллектива.

## Достижения
«Б68»
- Победитель первого дивизиона: 1980